# Saint-Hilaire-Foissac
Saint-Hilaire-Foissac ist eine französische Gemeinde mit 191 Einwohnern (Stand 1. Januar 2022) im Département Corrèze in der Region Nouvelle-Aquitaine.

## Geografie
Die Gemeinde liegt im Zentralmassiv und ist von ausgedehnten Wäldern umgeben. Tulle, die Präfektur des Départements, liegt ungefähr 35 Kilometer westlich und Égletons etwa 10 Kilometer nordwestlich sowie Ussel rund 35 Kilometer nordöstlich.
Nachbargemeinden von Saint-Hilaire-Foissac sind Moustier-Ventadour im Norden, Lamazière-Basse im Nordosten, Lapleau im Osten, Laval-sur-Luzège im Süden, Saint-Merd-de-Lapleau im Südwesten, Lafage-sur-Sombre im Westen sowie Montaignac-sur-Doustre und Chapelle-Spinasse im Nordwesten.

## Wappen
Beschreibung: In Rot ein laufender silberner Wolf, im blauen Schildhaupt zwischen zwei fünfstrahligen silbernen Sternen ein liegender Halbmond in Gold.

## Einwohnerentwicklung
| Jahr      | 1962 | 1968 | 1975 | 1982 | 1990 | 1999 | 2007 | 2016 |
| Einwohner | 263  | 311  | 275  | 224  | 201  | 232  | 214  | 194  |